# Nagas (peuple)
Pour les articles homonymes, voir Naga.

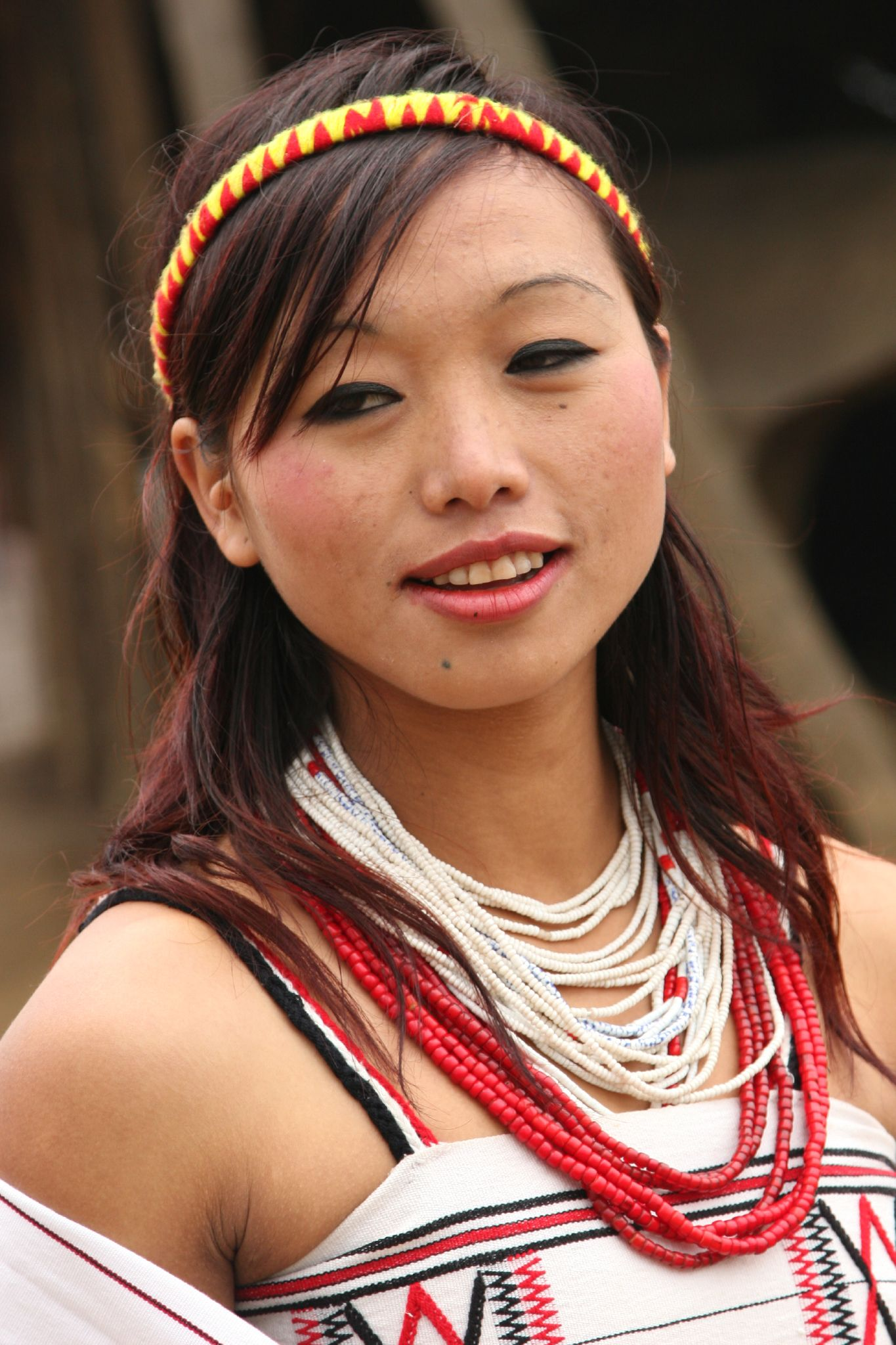
Yimchunger (Yimchungru) Naga

Les Nagas forment un groupe ethnique d'environ deux millions et demi de personnes, dans l'Inde du Nord-Est. Ils sont répartis entre les États du Nagaland (où ils sont majoritaires), du Manipur, de l'Assam, de l'Arunachal Pradesh et à proximité de la frontière avec la Birmanie (Union du Myanmar). Originaires du Yunnan et de Birmanie, leurs dialectes font partie de la famille des langues tibéto-birmanes.

## Culture

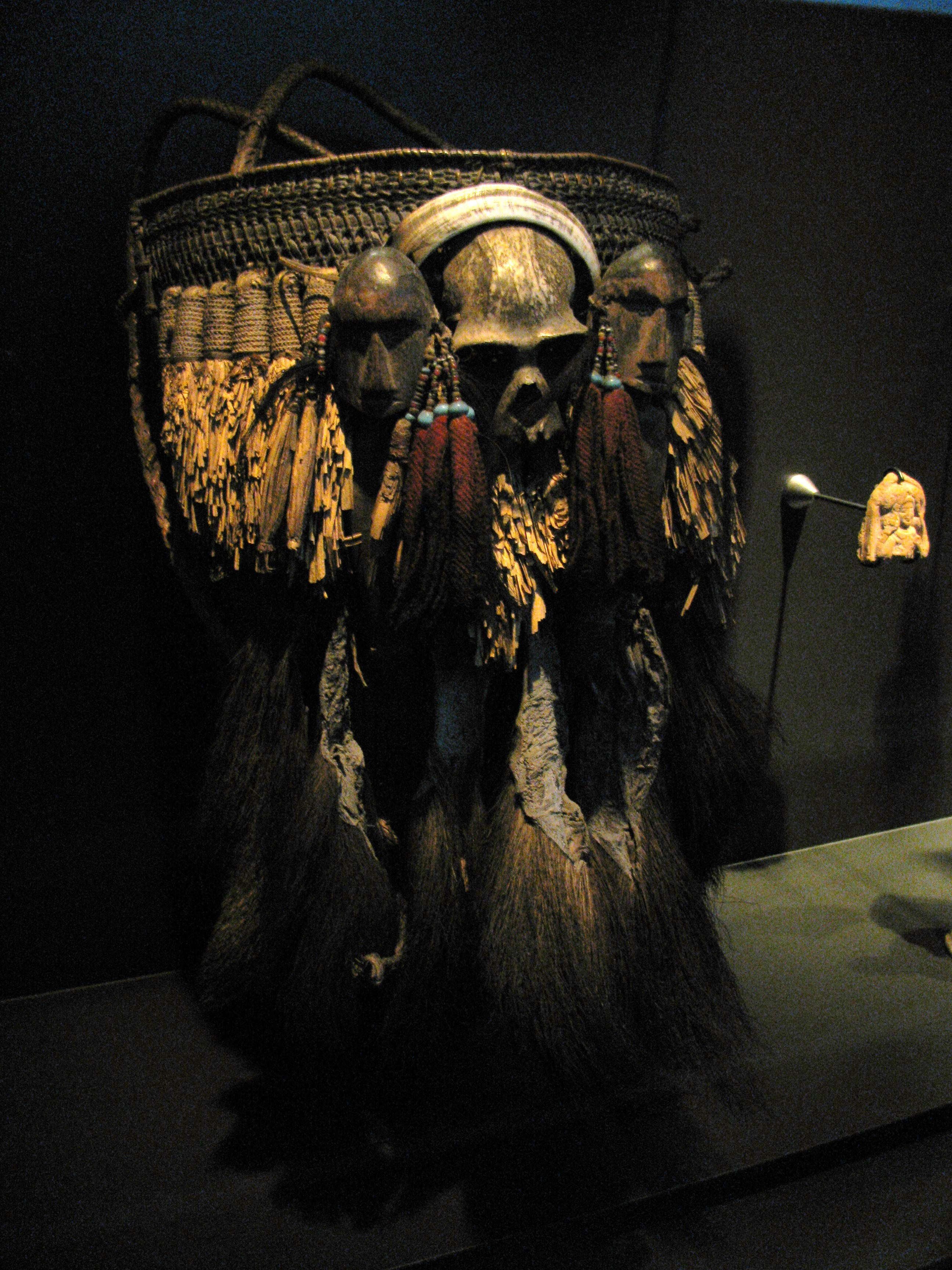
Panier de cérémonie Konyak avec crâne de singe

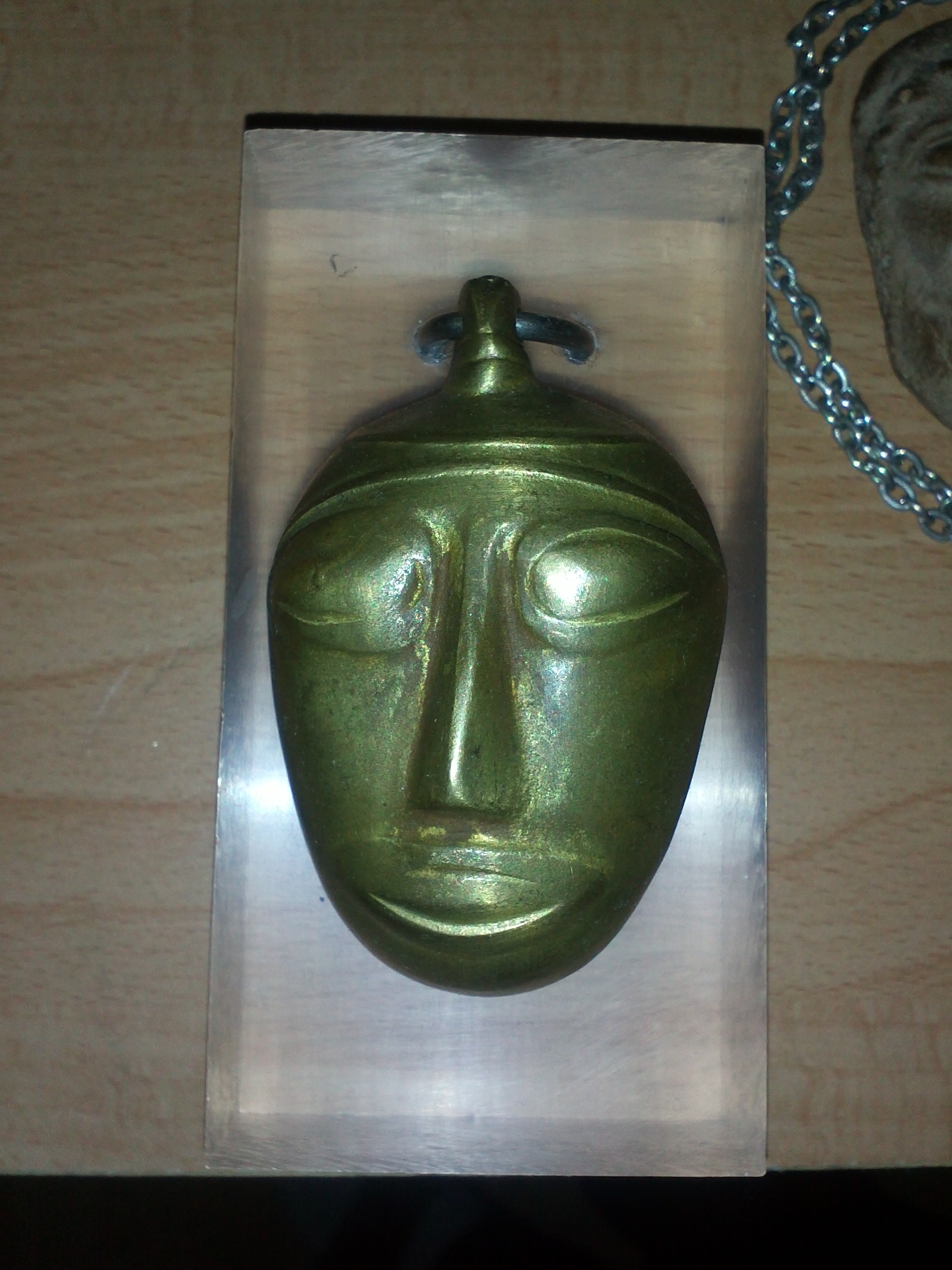
Insigne de grade naga en laiton (détail)

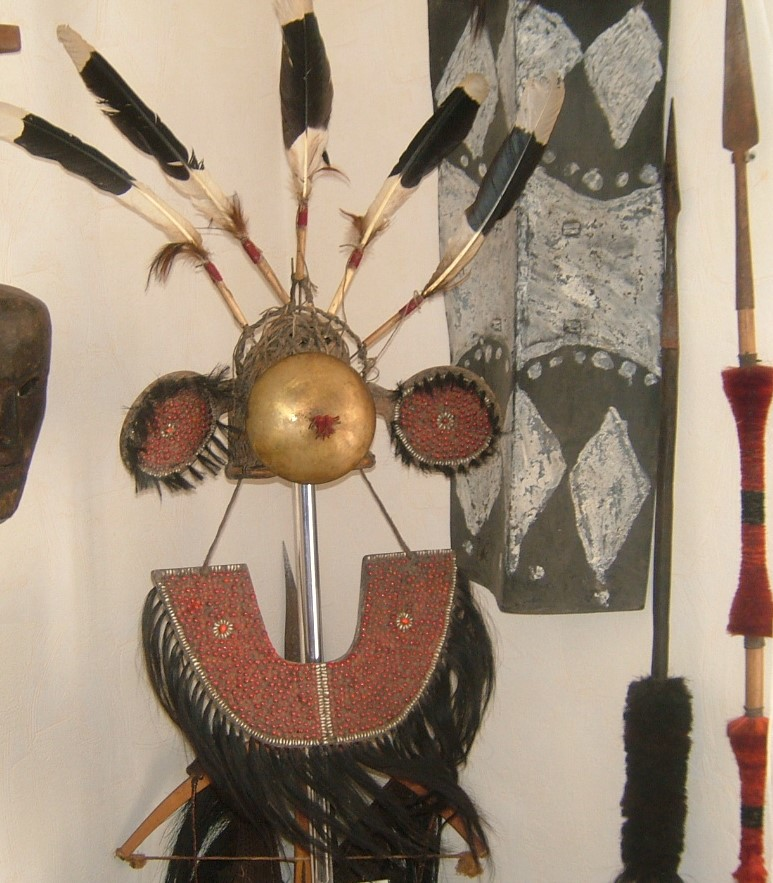
Coiffe Taungkul avec lances et bouclier

Leurs structures sociales et religieuses, variables selon les tribus, étaient demeurées pratiquement inchangées avant l'arrivée de missionnaires chrétiens au XXe siècle (essentiellement des baptistes). De nos jours, la population est évangélisée à plus de 80 %, ce qui fait du Nagaland l'État le plus chrétien d'Inde.
La pratique du tatouage, bien qu'en déclin, joue un rôle important dans la culture traditionnelle. La coutume de chasser les têtes, encore pratiquée jusque dans les années 1960, a été interdite en 1991.
Les villages nagas étaient entourés de palissades défensives. Deux bâtisses particulières appelées morung s'y distinguaient : le dortoir des hommes et le dortoir des femmes. Les hommes du village ne pouvaient accéder au dortoir des femmes, seuls les hommes d'un autre village pouvaient le faire.

## Liste des tribus Nagas
Les Nagas sont divisés en 30 tribus, qui ne sont pas forcément toutes localisées au Nagaland.
- Angami
- Ao
- Chakesang
- Chang
- Katcha
- Khiamnungan
- Konyak
- Liangmei
- Lotha
- Phom
- Pochuri
- Mao
- Maram
- Nocte
- Poumai
- Rengma
- Rongmei
- Sangtam
- Sumi
- Tangsa
- Tangkhul
- Tutsa
- Wancho
- Yimchunger
- Zemei
- Zeliangrong

### Fictions
- (en) Ben Doherty, Nagaland, Wild Dingo Press, Melbourne, 2018,  (ISBN 978-0-6480-6637-8).